# Bafia (peuple)
Pour les articles homonymes, voir Bafia (homonymie).
Les Bafia sont une population bantoue d'Afrique centrale, établie au Cameroun sur la rive droite du Mbam, à l'est des monts Bapéi (département du Mbam, sous-préfecture Bafia).

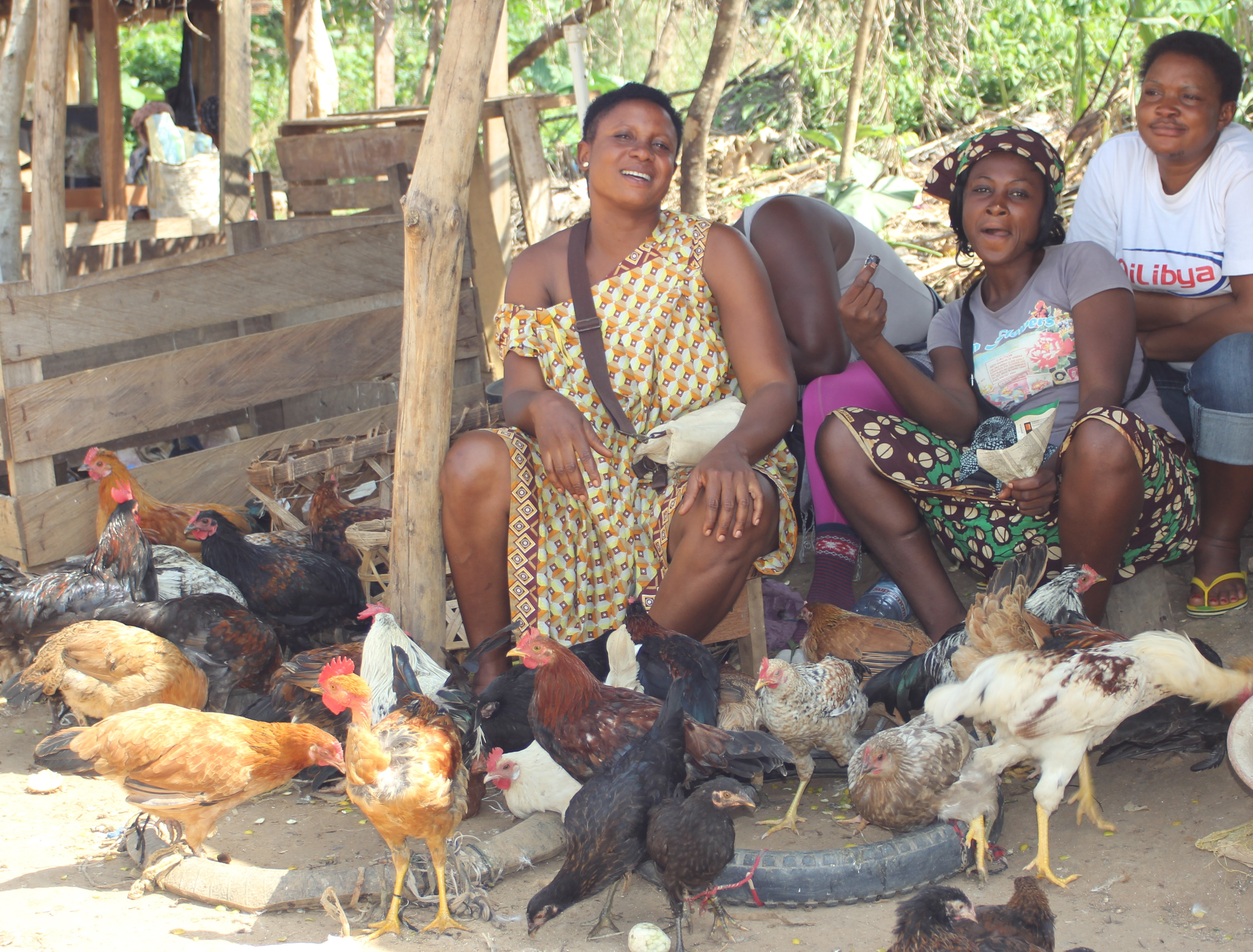
Vendeuse de poules

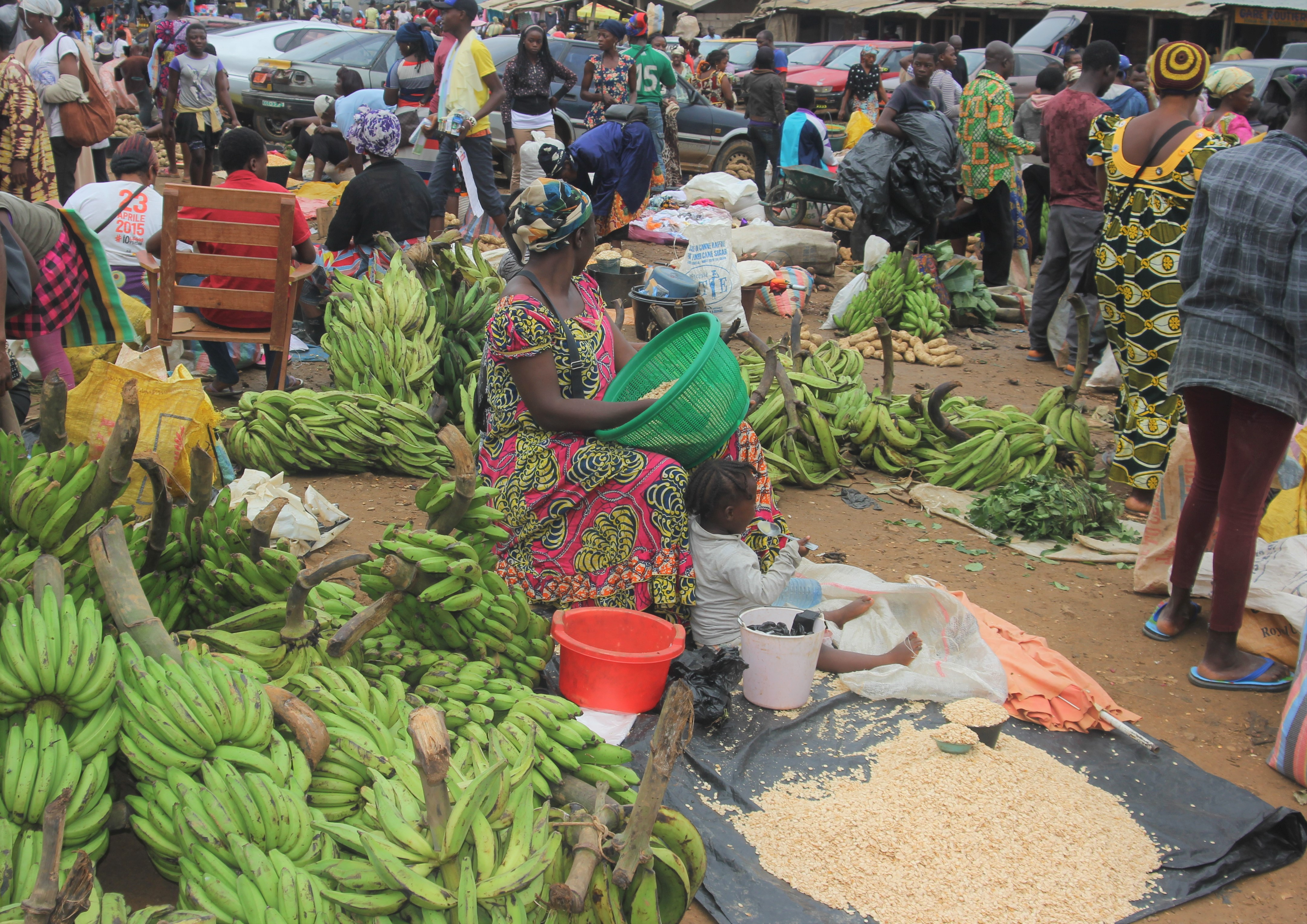
Scène du marché aux légumes

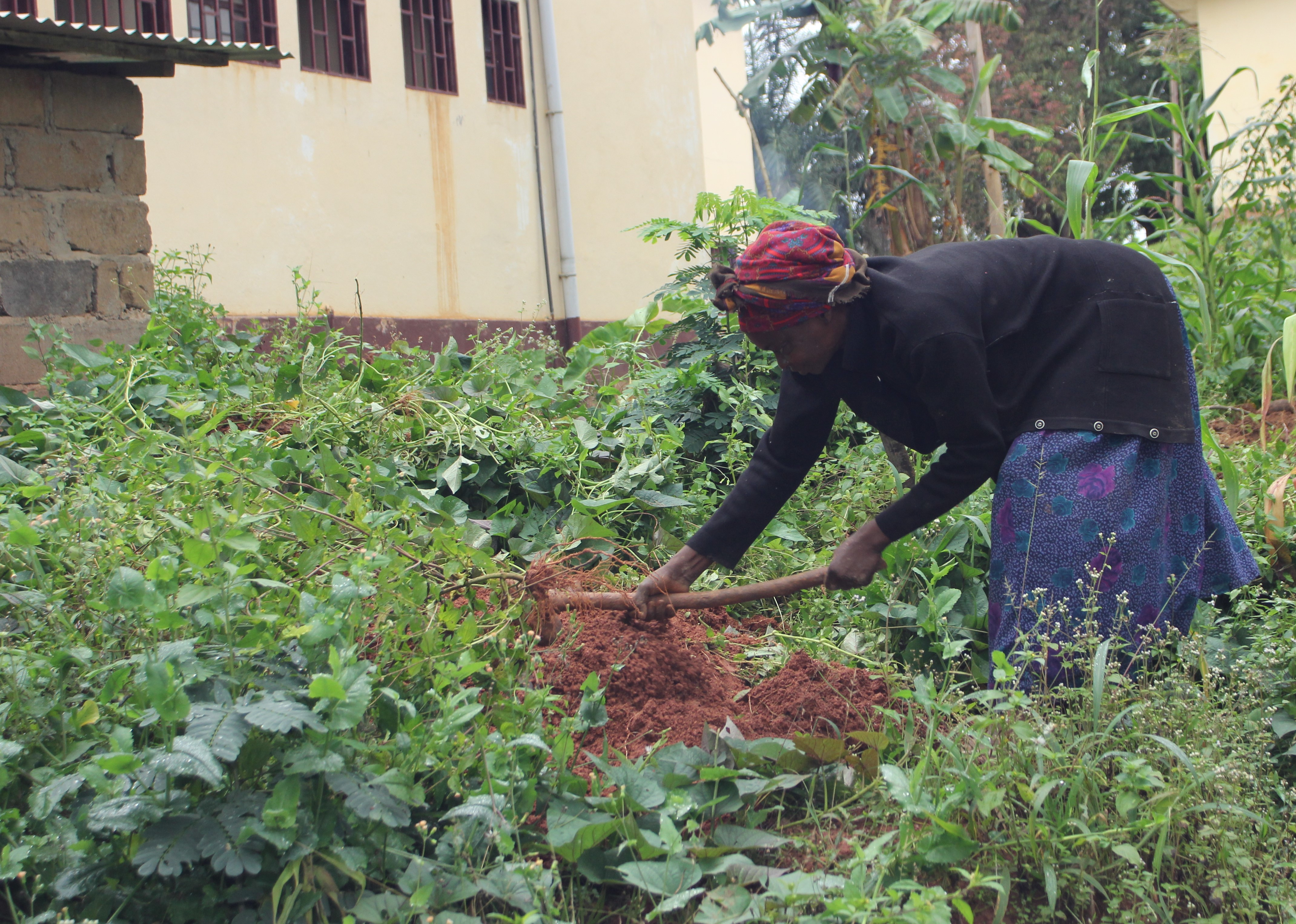
Récolte des ignames dans une ferme locale

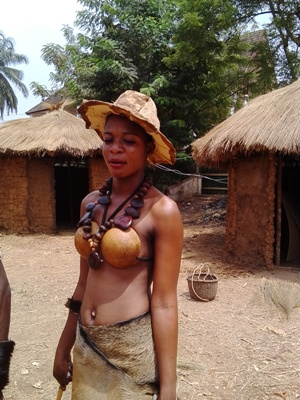
Danseuse bafia

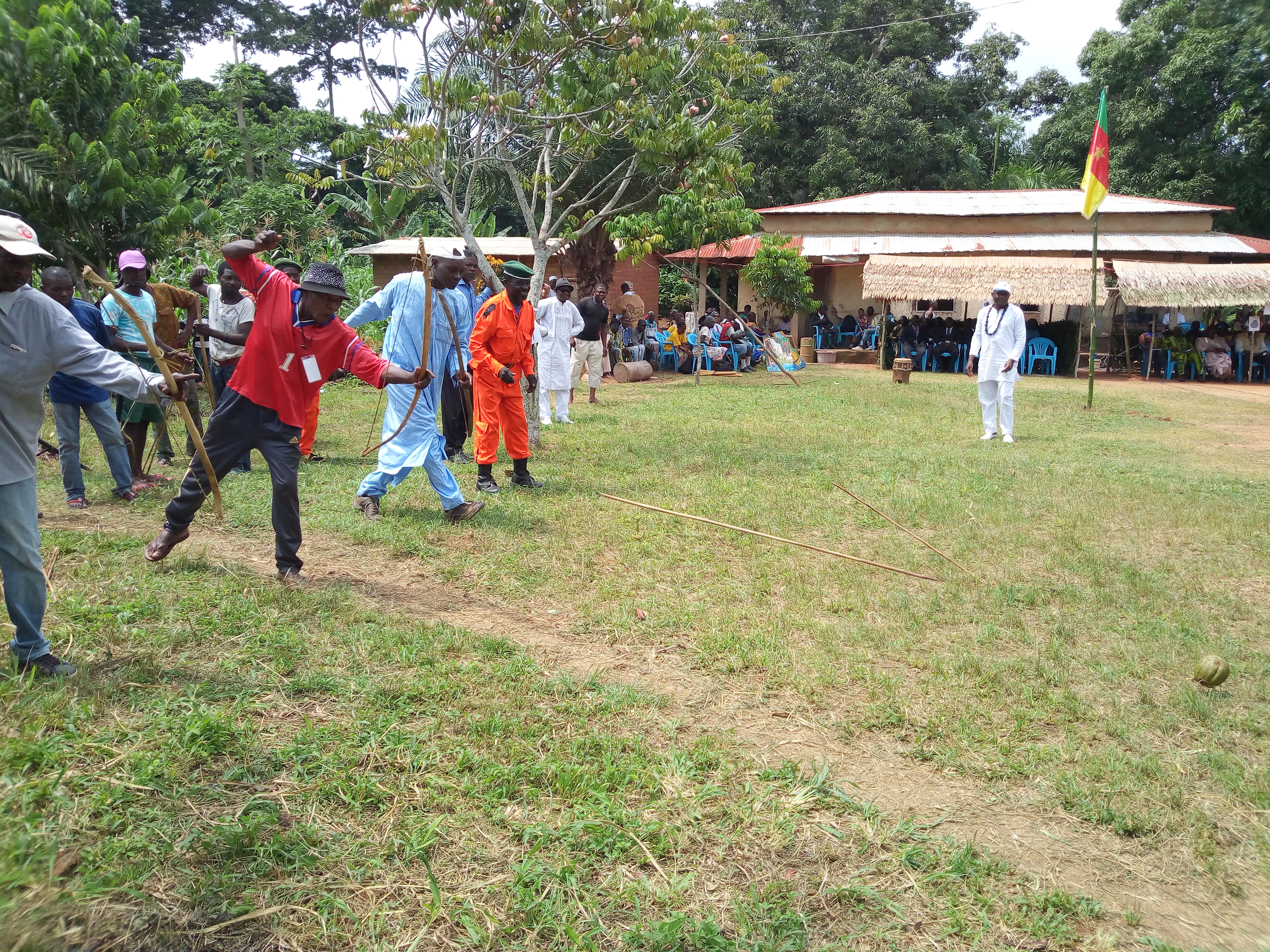
Kákámba

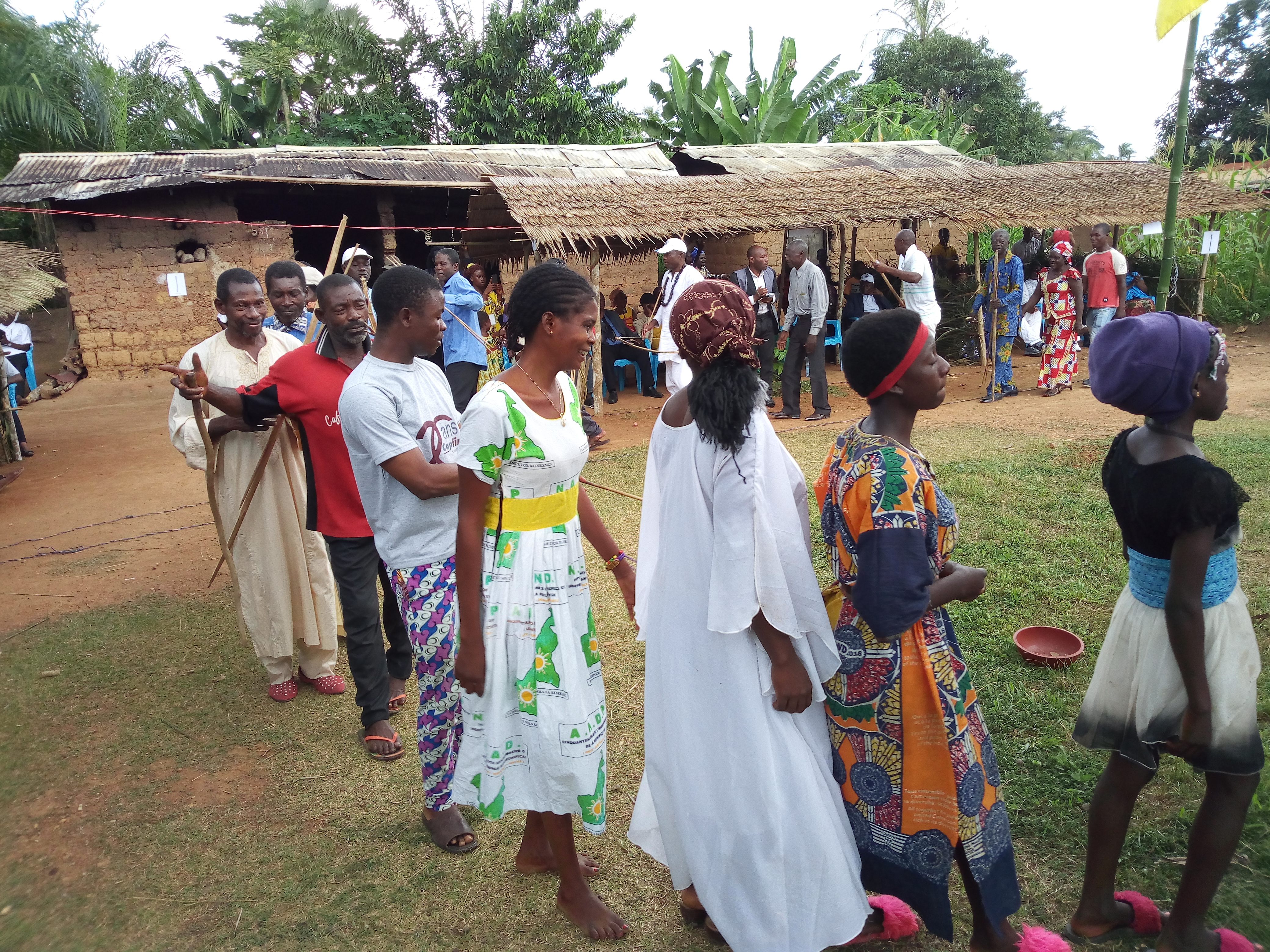
Mankana, rituel

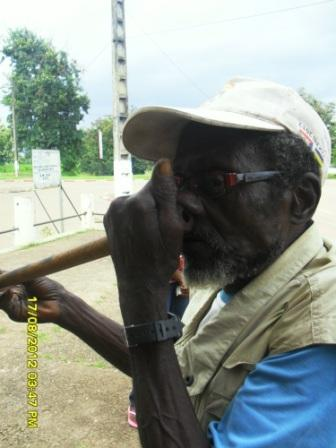
Flûte à narine

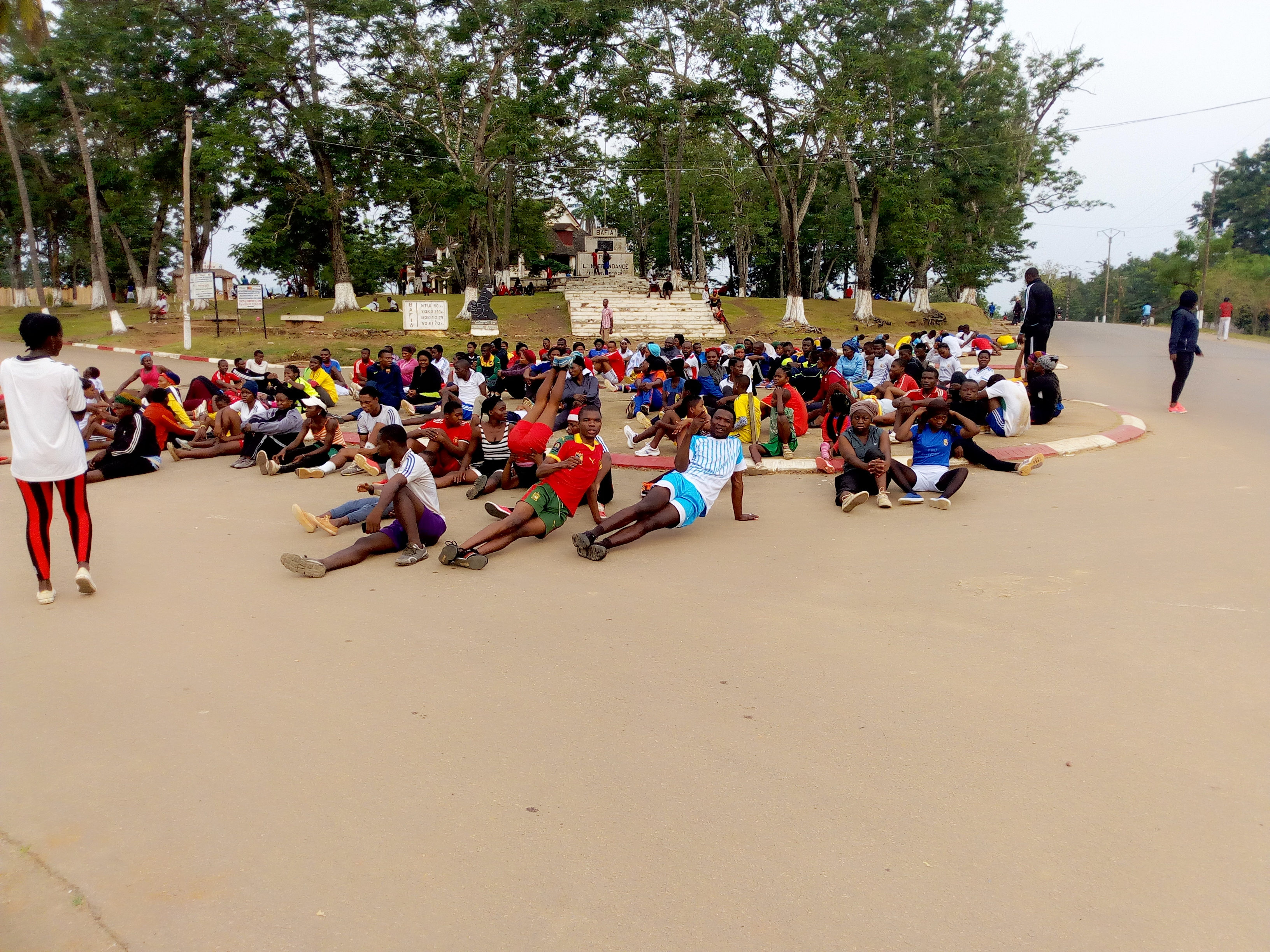
Séance de sport pour tous 02

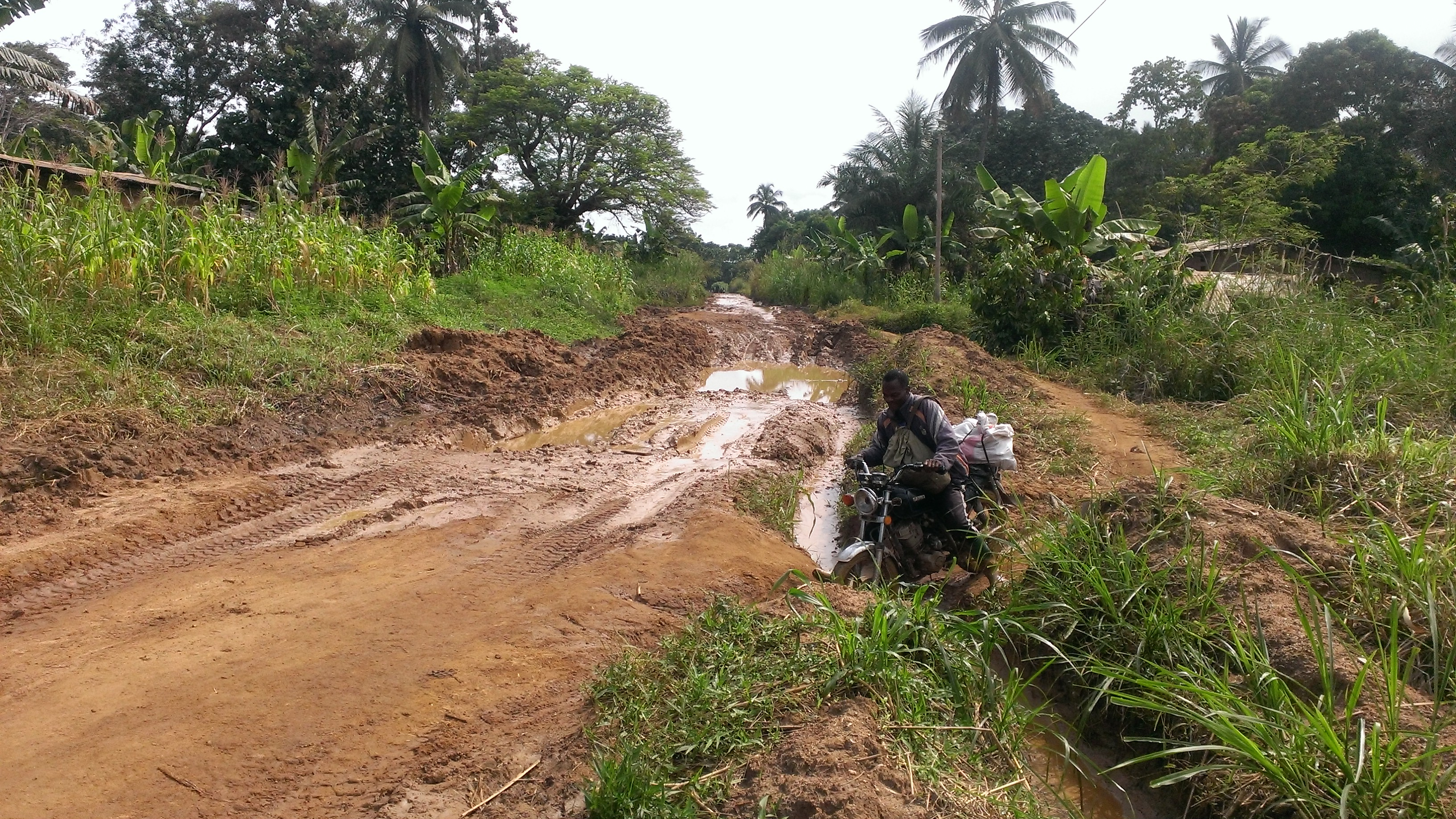
Route Biatsota-Bafia

## Ethnonymie
Selon les sources et le contexte, on peut rencontrer plusieurs variantes : Bafias, Bapea, Begpak, Bekpak, Fia, Kpa. « Bekpak  » est un endonyme, le nom qu'ils se donnent à eux-mêmes.

## Langue
Ils parlent le bafia, une langue bantoue dont le nombre de locuteurs au Cameroun était estimé à 60 000 en 1991.

## Population
Ce sont essentiellement des cultivateurs, quoiqu'ils pratiquent aussi la chasse en saison sèche. Leur territoire couvre une région de savane équatoriale arrosée par de petits affluents du Mbam et de la Sanaga et entrecoupée d’îlots de forêts peu denses. C'est une terre de contacts entre la savane du Nord- et la forêt du Sud-Cameroun.

## Villages Bafia
- Bape
- Biamesse (commune de Kiiki)
- Biamo
- Bigna
- Bitang (commune de Kiiki)
- Dang
- Donenkeng I
- Goufan I et Goufan II
- Gouife
- Isèri
- Lablé
- Mouko (commune de Kiiki)
- Nyamsong
- Roum (commune de Kiiki)
- Bebouri
- Tsekani
- Yakan

## Histoire
À l'origine les Bafias étaient installés bien plus au nord. Ils ont été repoussés vers leur implantation actuelle par l'expansion peule.
Dans l'histoire du Cameroun, les chefs bafia les plus connus sont Abouem a Tchoyi, Ntang Gilbert et Bidias a Ngon. Nous citerons également le chef supérieur Machia Anong décédé à la Mecque.
- Le Gam : Les Bafia croient en la puissance de l’araignée mygale appelée Gam, qui dans les séances de divination fait connaître les dangers qui guettent l’individu et sa famille. De nos jours, le culte du Gam tend à disparaître faute d’initiateurs et d’initiés.
- La Tortue : Le phénomène de la tortue est un problème tabou chez les Bafia. La tortue est le symbole de la justice, de la paix et de bonheur. Le grand respect que les Bafia attachent à celle-ci a poussé les gens à dire que la tortue est un animal fétiche que les Bafia ne touchent et ne voient même pas. Elle est sacrée. C’est pourquoi elle est vénérée.

## Culture

### La danse Bafia

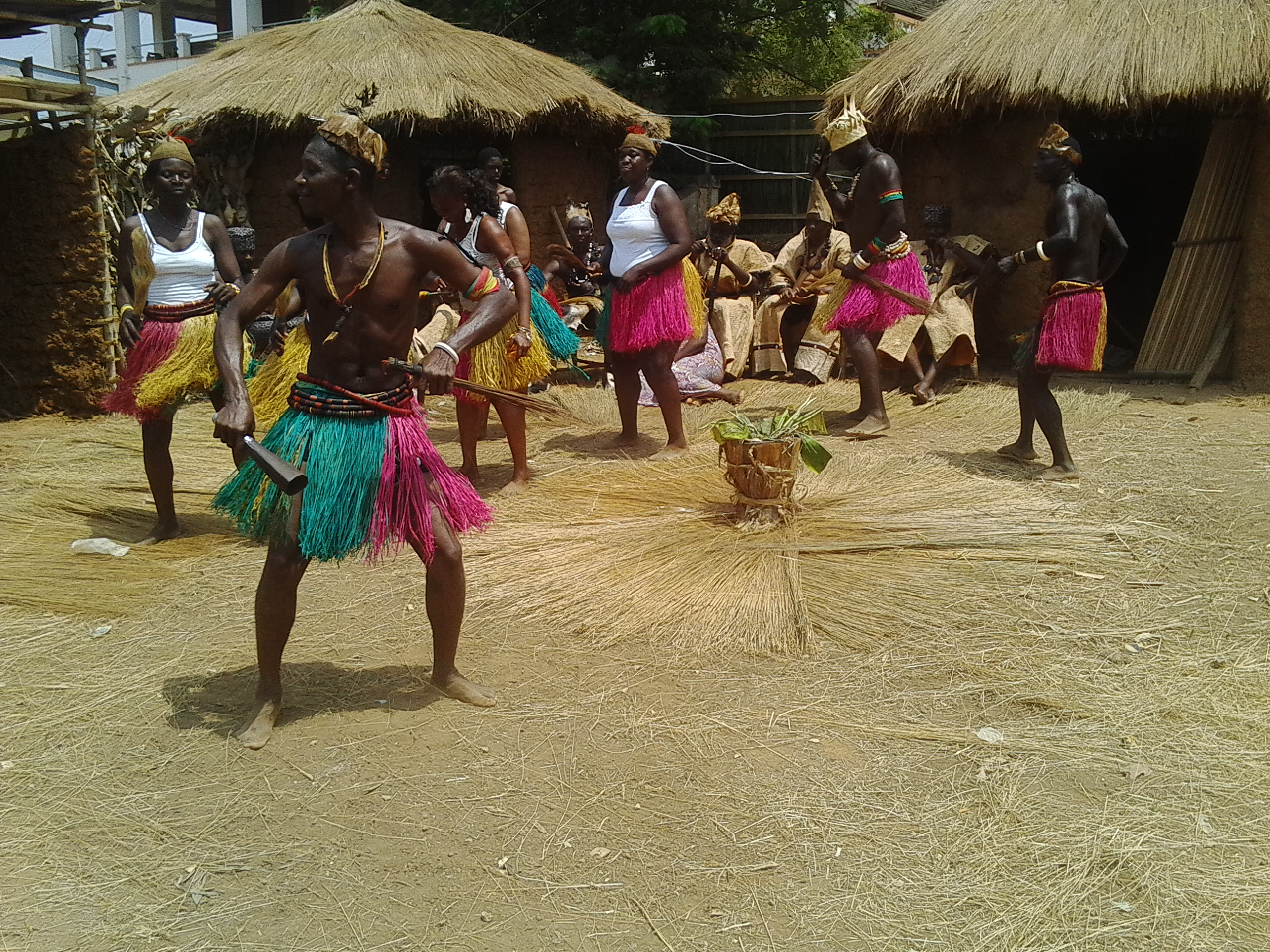
Danse Bafia lors de Mbam'Art 2015.

La danse traditionnelle de Bafia est l’une des danses des plus élégantes du Cameroun. Le charme, la posture et les expressions du visage des danseurs transmettent un sentiment de joie et de dynamisme. Elle consiste à faire deux pas en avant, un pas en arrière.

### Le festival Mbam'Art
Le festival Mbam'Art a lieu en février chaque année. Il propose la diffusion et le partage de la culture du grand Mbam.

## Religion

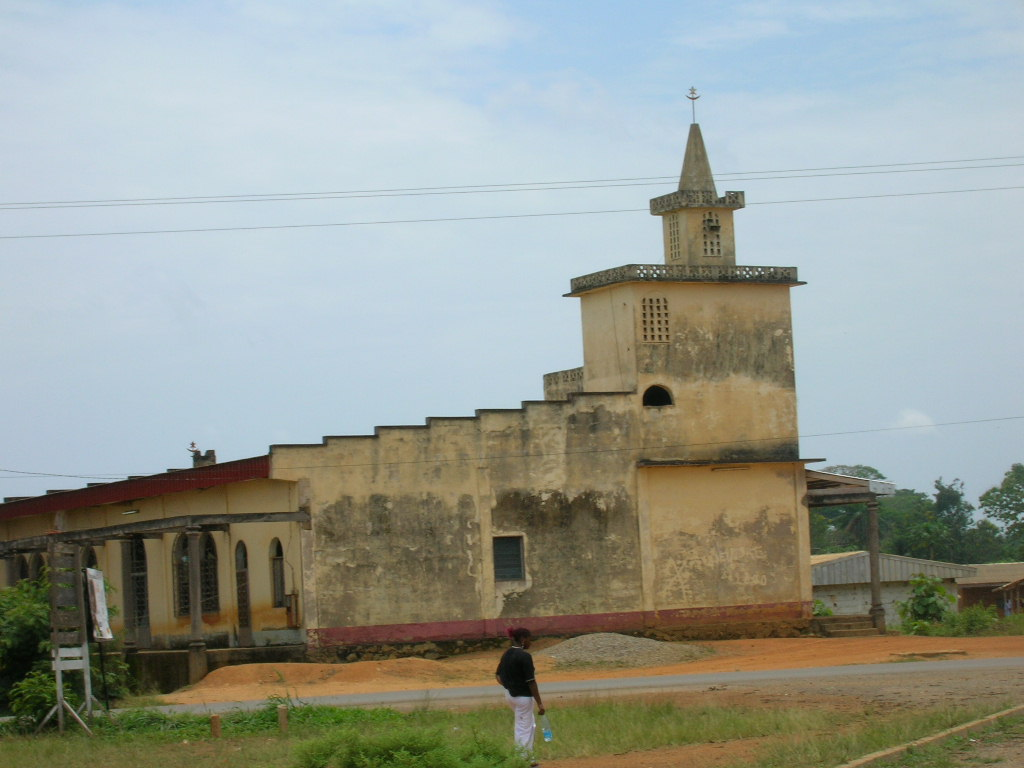
Mosquée au plateau

Les Bafias sont majoritairement croyants animistes, musulmans ou chrétiens. On y trouve beaucoup plus d'adeptes du christianisme que de l'islam (très minoritaire dans la région).
Les Bafias étaient les adeptes des religions traditionnelles. Le christianisme s’épousa avec les coutumes ancestrales des Bafias et gagna beaucoup d’âmes à partir de la fin du XIXe siècle. Par la suite, le christianisme connu un progrès remarquable par rapport à la religion musulmane, bien que les chrétiens bafias après leur conversion restent encore liés aux croyances traditionnelles.

### Source (de la version initiale)
- Gladys Guarisma, « À propos de l'espace et du temps en bafia », in : La rencontre du temps et de l'espace : approches linguistique et anthropologique, Peeters Publishers, 2006, p. 165.